# Hospitality (álbum)
Hospitality es un álbum de Venetian Snares editado en 2006. 
De acuerdo a la crítica, este disco se asemeja a Rossz csillag alatt született en tener un sonido más accesible que el resto del catálogo de Venetian Snares. Pero, al mismo tiempo, sigue la senda del sonido creado en Cavalcade of Glee and Dadaist Happy Hardcore Pom Poms.

## Listado de temas
1. Frictional Nevada  – 5:17
2. Beverly's Potatoe Orchestra  – 3:03
3. Shoot Myself  – 3:51
4. Duffy  – 6:14
5. Cabbage  – 2:51
6. Hospitality  – 3:53